# Прямиком из Нигде: Скуби-Ду! Встречает Куража, трусливого пса
«Прямиком из ниоткуда: Скуби-Ду и Кураж - трусливый пёс» (англ. Straight Outta Nowhere: Scooby-Doo! Meets Courage the Cowardly Dog) — американский анимационный фильм студии Warner Bros. Animation из франшизы «Скуби-Ду». Трейлер мультфильма вышел 22 июня 2021 года. Премьера на DVD и в цифровом формате состоялась 14 сентября 2021 года. Фильм представляет собой кроссовер между Скуби-Ду и Куражом — трусливым псом. В России мультфильм вышел в октябре 2021 года в онлайн-кинотеатрах.

## Сюжет
Скуби-Ду и команда оказываются в городе Нигде (родной город Куража «Nowhere»), в центре Канзаса, где происходит «огромное количество загадочных и жутковатых вещей». Ребята объединяются с Куражом — трусливым псом, чтобы раскрыть тайну гигантских монстров-цикад.

## Роли озвучивали
| Актёр           | Персонаж                         |
| --------------- | -------------------------------- |
| Фрэнк Уэлкер    | Скуби-Ду / Фред Джонс            |
| Мэттью Лиллард  | Шэгги Роджерс                    |
| Грей Делайл     | Дафни Блэйк                      |
| Кейт Микуччи    | Велма Динкли / Планшет Велмы     |
| Марти Грабштейн | Кураж / Клоун / Господин МакГилл |
| Джефф Бергман   | Юстэс Бэг / Компьютер / Мэр      |
| Тэя Вайт        | Мюриэл Бэг                       |
| Джефф Беннетт   | Генерал                          |
| Чак Монтгомери  | Лейтенант                        |
| Пол Шоэффер     | Катц / Лё Коак / Рассказчик      |